# Alliance (Ohio)
Alliance is een plaats (city) in de Amerikaanse staat Ohio, en valt bestuurlijk gezien onder Mahoning County en Stark County.

## Demografie
Bij de volkstelling in 2000 werd het aantal inwoners vastgesteld op 23.253.
In 2006 is het aantal inwoners door het United States Census Bureau geschat op 22.770, een daling van 483 (-2,1%).

## Geografie
Volgens het United States Census Bureau beslaat de plaats een oppervlakte van
22,3 km², geheel bestaande uit land. Alliance ligt op ongeveer 374 m boven zeeniveau.

## Geboren
- Len Dawson (1935-2022), Americanfootballspeler